# 46
Glej tudi: število 46
46 (XLVI) je bilo navadno leto, ki se je po julijanskem koledarju začelo na soboto.

## Dogodki
- 1. januar